# بییاومبرالس
بییاومبرالس (به اسپانیایی: Villaumbrales) یک شهرستان در اسپانیا است که در استان پالنسیا واقع شده‌است.

## خصوصیات
بییاومبرالس ۴۱ کیلومترمربع مساحت و ۸۱۴ نفر جمعیت دارد.